# Croton tricolor
Pour Croton tricolor, Müll.Arg., 1865, voir Croton argyrophylloides.
Espèce
Croton tricolor est une espèce de plantes à fleurs du genre Croton et de la famille des Euphorbiaceae, présente au Brésil (Minas Gerais).
Il a pour synonymes :
- Oxydectes tricolor, (Klotzsch ex Baill.) Kuntze